# Таркаснава
Таркаснава (Таркашнава) (*д/н — бл. 1220 до н. е.) — 4-й володар держави Міра близько 1236—1220 років до н. е. З лувійської мови його ім'я перекладається як «Віслюк».

## Життєпис
Син царя Аланталлі. Посів трон після повалення батька хеттами близько 1236 року до н. е. За цим долучився до війни хеттського царя Тудхалії IV проти держави Аххіява, якій завдано нищівної поразки. В результаті Таркаснава отримав частину земель Аххіяви, ставши головним васалом Хеттської держави на заході Малої Азії. Йому підпорядковувалися Країна річки Сеха, Масса, Лукка і Вілуса, а також рештки Аххіяви з Мілавандою.
Йому спадкував син Машхуітта.

## В культурі

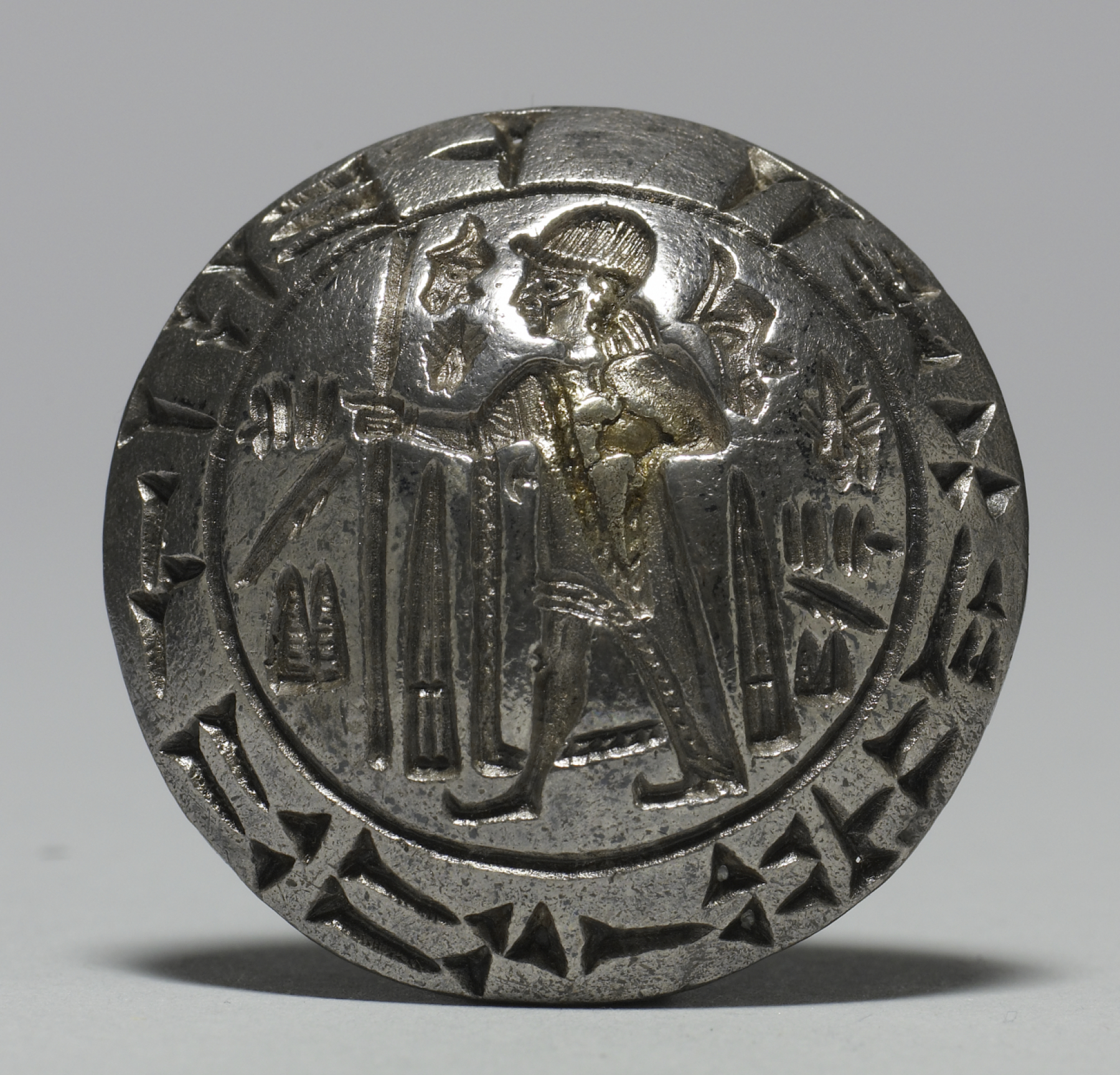
Печатка Таркаснави

Ймовірно є адресатом «Листа Мілаванти», автором якого був напевне Тудхалія IV. Також наказав вибити барельєфи на гірському перевалі Карабел (на заході сучасної Туреччини), де було зображено усіх царів Міри, що панували до Таркаснави. Ці барельєфи було знайдено 1998 року. Також ім'я цього володаря знайдено на декількох срібних печатках, знайденої в руїнах Хаттуси. Одна з них — двомовна хетською і лувійською мовами, що дозволило в подальшому вченим почати дешифрування хетських ієрогліфів.